# Matthias Aulike

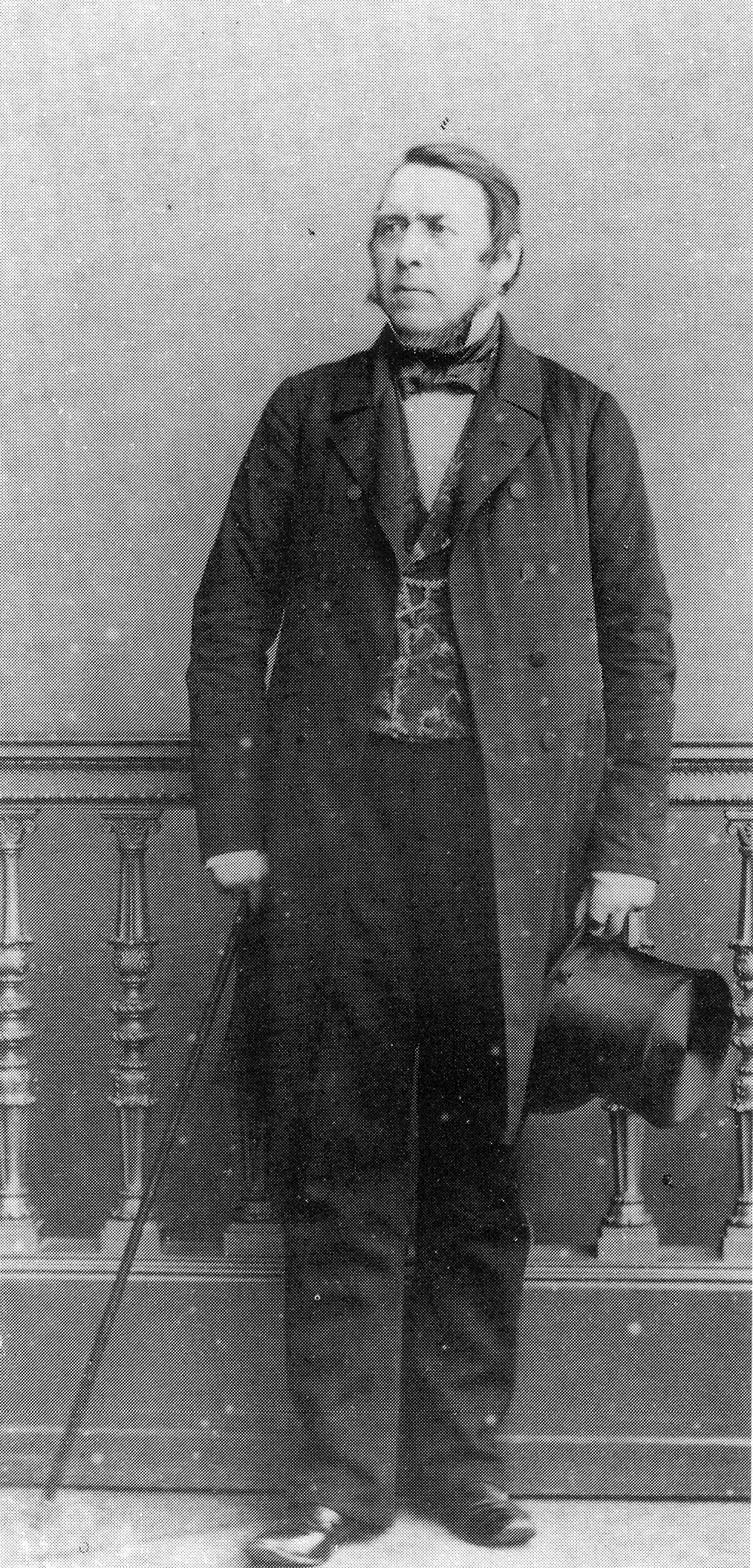
Matthias Johannes Franciscus Aulike

Matthias Johannes Franciscus Aulike (* 29. Mai 1807 in Münster; † 22. Oktober 1865 in München) war ein preußischer Beamter und Politiker.

## Leben
Aulike studierte 1823 zunächst in Münster an der Katholischen Akademie (Lehranstalt für die Ausbildung von Geistlichen und Lehrern der Diözese Münster). Ab 1824 studierte Aulike an der Georg-August-Universität Göttingen und der Friedrich-Wilhelms-Universität zu Berlin Rechts- und Staatswissenschaften. Er wurde Mitglied des Corps Guestphalia Göttingen (1824) und des Corps Guestphalia Heidelberg (1826). 1833 trat er als Landgerichtsassessor in Münster in den preußischen Staatsdienst. 1837 wurde er Landgerichtsrat in Kleve, 1839 Regierungsrat im preußischen Kultusministerium. Dort war er ab 1841 Geheimer Regierungsrat und Vortragender Rat in der neu eingerichteten Abteilung für katholisch-kirchliche Angelegenheiten, der er ab 1846 als Geheimer Oberregierungsrat vorstand. Das Verhältnis des preußischen Staates zu den katholischen Bischöfen war zu dieser Zeit durch verschiedene Ereignisse (1837 Absetzung des Kölner Erzbischofs im Kölner Kirchenstreit, 1840 Konflikt mit dem Erzbischof von Gnesen-Posen u. a.) erheblich gestört. Aulike gelang es erfolgreich, einige dieser Konflikte zu entschärfen.
Vom 1. September 1848 bis zum 25. Januar 1849 war Aulike als Nachfolger Johann Georg Müllers Abgeordneter für den 20. westfälischen Wahlkreis (Münster) in der Frankfurter Nationalversammlung. Dort gehörte er zwar keiner Fraktion an, war aber Mitglied im Katholischen Club. Im Dezember 1848 hatte ihn Ministerpräsident Friedrich Wilhelm von Brandenburg zeitweise als Oberpräsident der Provinz Westfalen vorgesehen.
Nachdem er sein Mandat in der Paulskirche niedergelegt hatte, kehrte er ins preußische Kultusministerium zurück, wo er 1855 zum Wirklichen Geheimen Oberregierungsrat und 1858 zum Ministerialdirektor befördert wurde. Bereits 1854 wurde er zum Mitglied des Preußischen Staatsrats berufen, 1856 erhielt er die Ehrendoktorwürde der Akademie Münster.
Aulike förderte in besonderem Maße den katholischen wissenschaftlichen Nachwuchs in Preußen, da die Katholiken dort erheblich unterrepräsentiert waren. Für den Bau der St.-Matthias-Kirche in Berlin-Schöneberg spendete er 20.000 Taler mit der Maßgabe, dass für die Besetzung der Pfarrstelle an dieser Kirche, die damals – wie ganz Berlin – zum Bistum Breslau gehörte, nur der Bischof von Münster zuständig sein sollte. Demgemäß kommen die Pfarrer von St. Matthias auch heute noch immer aus dem Bistum Münster.
Aulike war Ehrenmitglied des 1853 gegründeten „Katholischen Lesevereins“ Berlin im KV, jetzt KStV Askania-Burgundia Berlin.
Aulike verstarb 1865 auf der Rückreise von Chur, wo seine Frau Johanna von und zur Mühlen beerdigt war, in München nach einem Schlaganfall.